# Kiss and Make Up
«Kiss and Make Up» es una canción de la cantante albanobritánica Dua Lipa, cuenta con la colaboración del grupo femenino surcoreano Blackpink de la edición especial del álbum debut de estudio de Lipa, titulado Dua Lipa: Complete Edition (2018). La canción cuenta con una certificación de Oro en Australia. Hasta abril de 2022, el audio ha recibido más de 250 millones de visitas en YouTube y 675 millones de reproducciones en Spotify.

## Antecedentes y composición
«Kiss and Make Up» fue anunciado por Lipa el 4 de septiembre de 2018, junto con el anuncio de la edición especial de su álbum de debut. La canción fue escrita por Lipa, Chelcee Grimes, Mathieu Jomphe-Lepine, Marc Vincent, Teddy Park y Banx & Ranx, y producida por este último. 

## Posicionamiento en listas
| Listas (2018–19)                            | Mejor posición |
| ------------------------------------------- | -------------- |
| Australia (ARIA)                            | 33             |
| Austria (Ö3 Austria Top 40)                 | 34             |
| Bélgica (Flandes) (Ultratip Bubbling Under) | 4              |
| Bélgica (Valonia) (Ultratip Bubbling Under) | 16             |
| Canadá (Hot 100)                            | 44             |
| Corea del Sur (Gaon)                        | 75             |
| Croacia (HRT)                               | 90             |
| Eslovaquia (Rádio Top 100)                  | 50             |
| España (PROMUSICAE)                         | 68             |
| España (PROMUSICAE Airplay)                 | 5              |
| Estonia (IFPI)                              | 15             |
| Finlandia (Suomen virallinen lista)         | 15             |
| Francia (SNEP)                              | 65             |
| Grecia (IFPI Greece)                        | 6              |
| Grecia (Billboard Greece Digital Songs)     | 50             |
| Irlanda (IRMA)                              | 15             |
| Italia (FIMI)                               | 91             |
| Japón (Japan Hot 100)                       | 90             |
| Malasia (RIM)                               | 1              |
| Nueva Zelanda (Recorded Music NZ)           | 32             |
| Países Bajos (Mega Single Top 100)          | 48             |
| Rumania (Airplay 100)                       | 22             |
| Rusia (Tophit)                              | 26             |
| Singapur (RIAS)                             | 1              |
| Sri Lanka (Yes FM)                          | 4              |
| Suecia (Sverigetopplistan)                  | 32             |
| Suiza (Schweizer Hitparade)                 | 45             |
| Ucrania (Tophit)                            | 95             |

## Certificaciones
| País        | Organismo certificador | Certificación | Ventas certificadas | Ref    |
| ----------- | ---------------------- | ------------- | ------------------- | ------ |
| Australia   | ARIA                   | Platino       | 70 000              | [ 30 ] |
| Italia      | FIMI                   | Oro           | 25 000              | [ 31 ] |
| Portugal    | AFP                    | Oro           | 10 000              | [ 32 ] |
| Reino Unido | BPI                    | Plata         | 200 000             | [ 33 ] |